# Boschniakia hookeri
Boschniakia hookeri är en snyltrotsväxtart som beskrevs av Wilhelm Gerhard Walpers. Boschniakia hookeri ingår i släktet Boschniakia och familjen snyltrotsväxter. Inga underarter finns listade i Catalogue of Life.